# Кільський тиждень

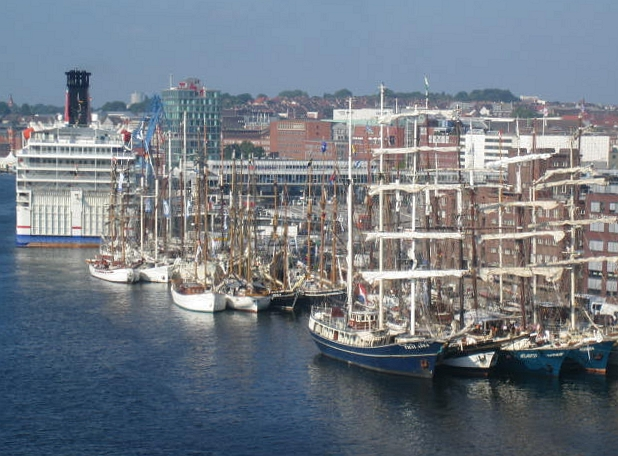
Вітрильники на Кільському тижні, 2006

Кільський тиждень (нім. Kieler Woche) — найбільша у світі за кількістю учасників та суден вітрильна регата; одна з найважливіших подій у світі вітрильного спорту і одночасно велике літнє свято на півночі Німеччини.
Кільський тиждень проводиться щороку, в останній тиждень червня в Кілі. В наш час[коли?] вітрильна регата - головний захід Кільського тижня - проходить в олімпійському центрі Кіль-Шилькзе. Щороку на Кільський тиждень прибуває близько 2000 суден і 3 мільйони туристів.

## Історія
Вперше Кільський тиждень був проведений у 1882 році. Тоді участь брали 20 яхт, одна з яких була з Данії. С того року Кільский тиждень стає щорічною традицією. 1889 року вперше німецький імператор Вілгельм II відвідує регату. З 1914 по 1918, та з 1940 по 1946 Кільський тиждень не проводився через І та II Світові війни. У 1936 та 1972 тут проходили парусні змагання Олімпійських ігор у Берліні та Мюнхені відповідно.

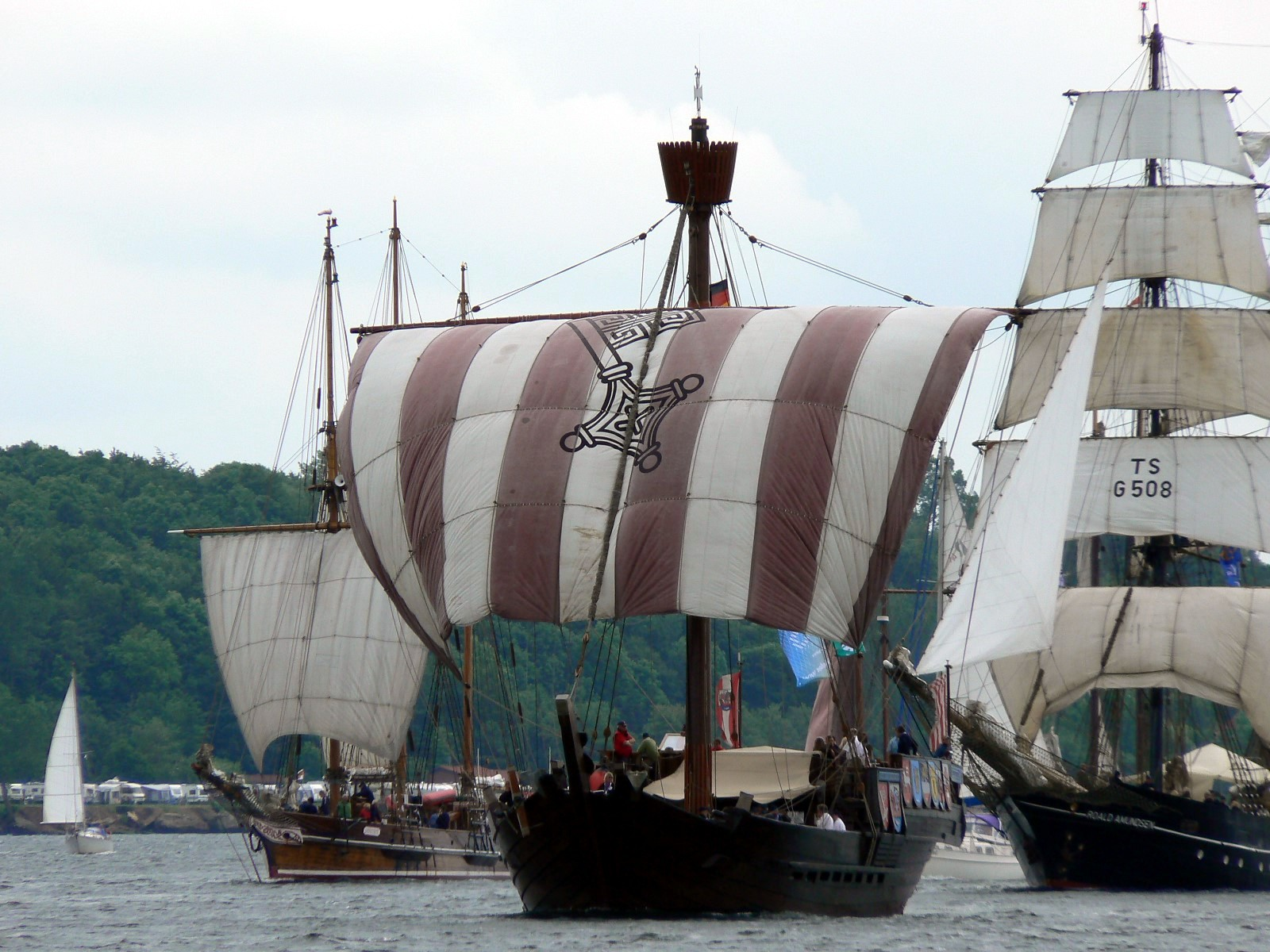
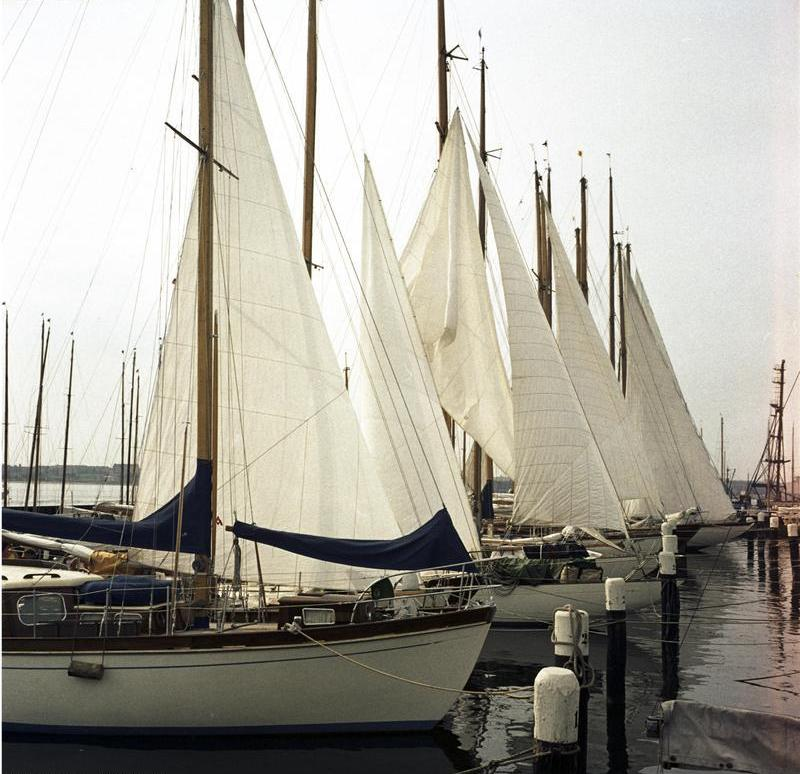
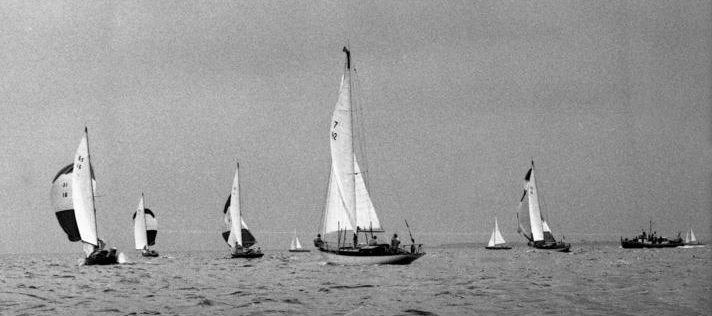
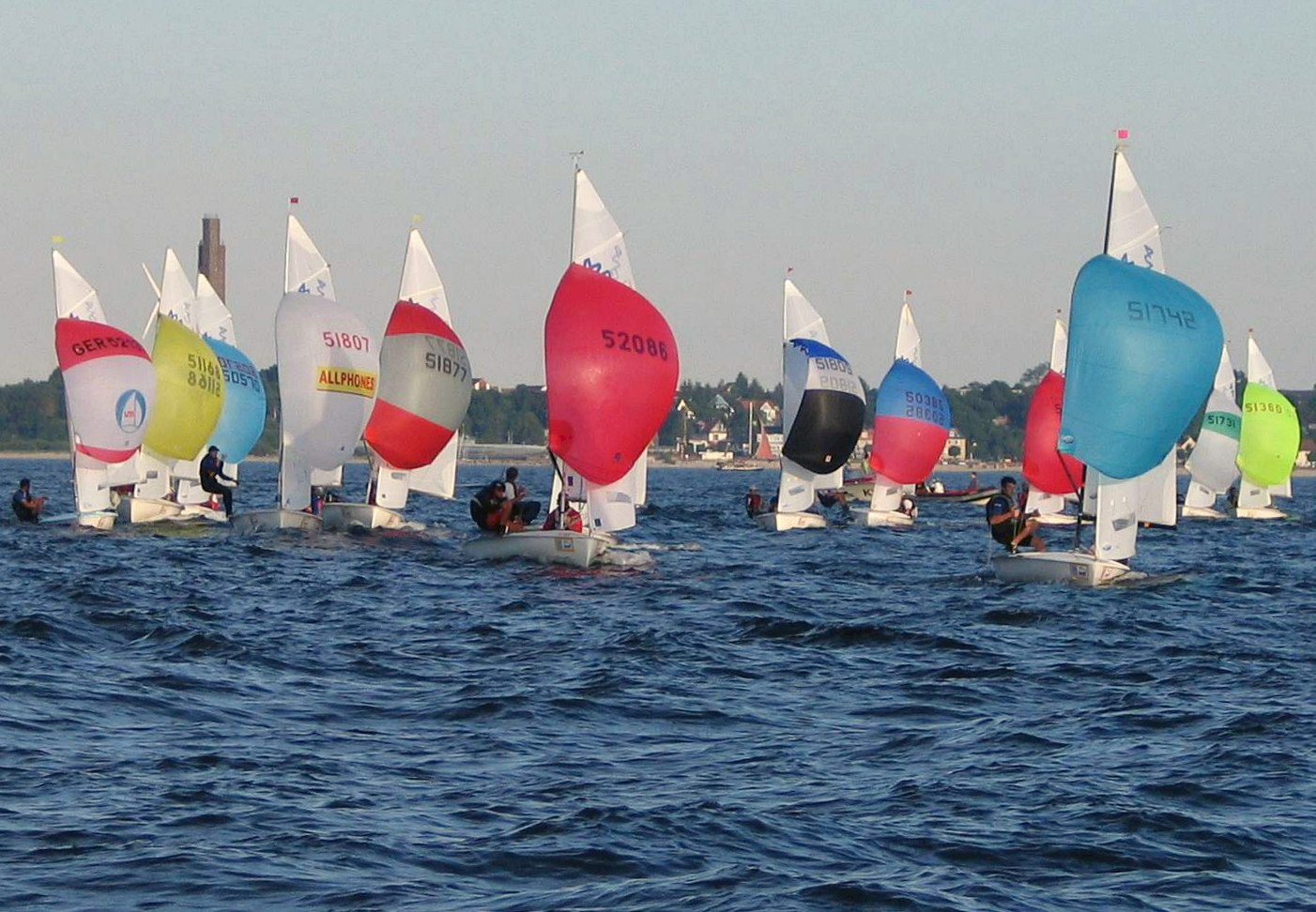